# Ron Blake
Ron Blake (Saint Thomas, 1965. szeptember 7. –), amerikai alt- és baritonszaxofonos, fuvolás.

## Pályafutása
Először gitározni tanult. Tíz éves korában Cannonball Adderley és John Coltrane zenéje hallatán, majd Gary Bartz hatására tért át a szaxofonra. A Northwestern University-n tanult.
Bobby Broom, Roland Hanna, Bobby Hutcherson, a Louie Bellson Big Band, Nancy Wilson partnere volt.
Dzsesszéneket tanított (University of South Florida), majd New Yorkban öt évig Roy Hargrove zenekarában játszott, akivel többször turnézott Japánban is. Több évig dolgozott az Art Farmer mellett.
A Saturday Night Live televíziós műsorban zenekari tag volt.
A szintén virgin-szigeteki Dion Parson dobos nagyzenekarának tagjaként Grammy-díjat is kapott. Tanít a Juilliard Schoolon.

## Lemezek
- 2000: Up Front and Personal
- 2003: Lest We Forget
- 2005: Sonic Tonic
- 2008: Shayari

## Díjak
- Grammy-díj